# Natalija Baćanović
Natalija Baćanović (in serbo Наталија Баћановић?; Belgrado, 5 settembre 1960) è un'ex cestista jugoslava.

## Carriera
Con la Jugoslavia ha disputato i Campionati europei del 1980.